# Rysa (żleb)

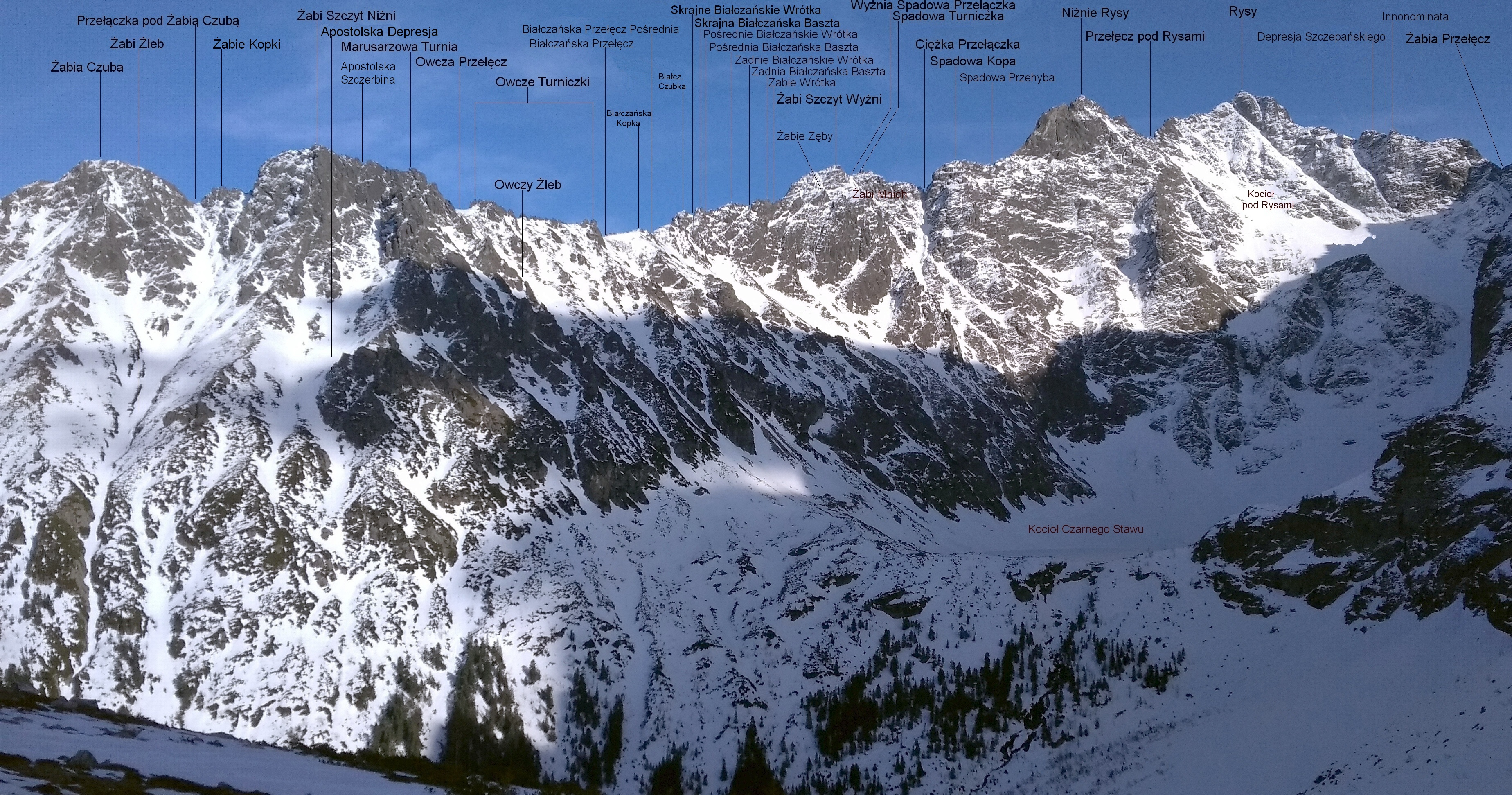

Rysa – żleb opadający z Rysów w Tatrach Polskich. Zaczyna się w siodełku północnej grani Rysów (jest to pierwsze siodełko na północ od północno-zachodniego wierzchołka Rysów). Rysa opada prosto do Kotła pod Rysami, prawie równolegle do zachodniej grani Rysów, ale bardziej stromo. Do jej najwyższej części uchodzi krótki żleb z zachodniej grani Tatr (jest to grań główna Tatr Wysokich). Deniwelacja Rysy wynosi około 300 m. Orograficznie prawe ograniczenie Rysy tworzy Grzęda Rysów. Rysa wypełniona jest stale osuwającym się piargiem, ale położenie na północnej ścianie Rysów i duża wysokość powodują, że przez większą część roku jest zaśnieżona.
Rysa jest widoczna z daleka w masywie Rysów. Nazwa tego szczytu nie pochodzi jednak od Rysy, ale od pożłobionych zboczy całego kompleksu Niżnich Rysów, Żabiego Szczytu Wyżniego i Żabiego Mnicha.

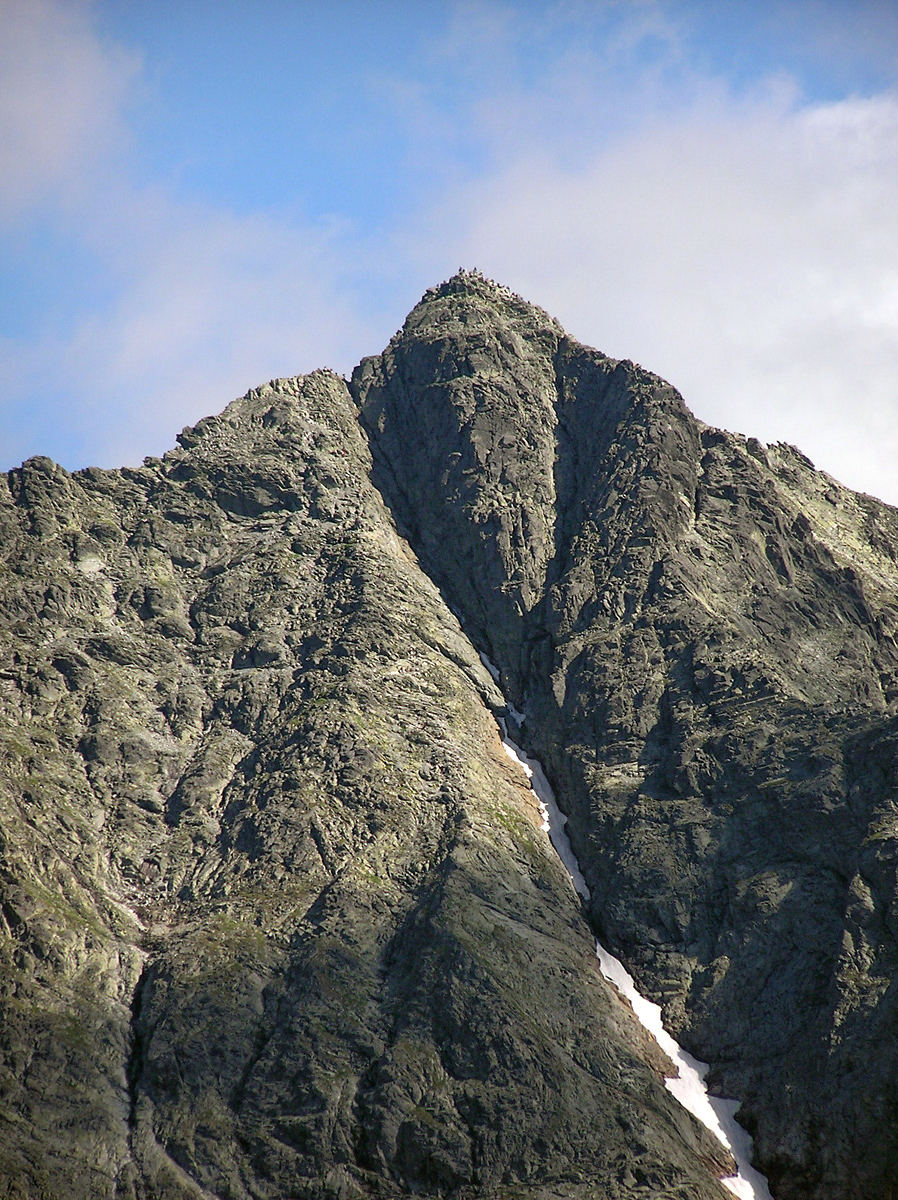
Górna część Rysy